# 氫化鎂
氫化鎂，又稱二氫化鎂，一種白色結晶，易燃和具刺激性。可用作強還原劑。屬共價型氫化物，呈弱鹼性，可通过氢桥键形成聚合物，类似于氢化铝和氢化铍。

## 性質
和水反應，生成氫和氫氧化鎂：
MgH2 + 2H2O → 2H2 + Mg(OH)2
在1巴壓力下加熱至300℃時，會分解成鎂及氫：
MgH2 → Mg + H2
暴露在氧氣或空氣中會自燃，生成氧化鎂及水：
MgH2 + O2 → MgO + H2O

## 製備
氫化鎂被發現於1912年，當熱解乙基碘化鎂（一種格氏試劑）時，會生成少量氫化鎂。1951年有一項研究報告描述，將鎂暴露在氫气中加熱加壓到200大氣壓和500℃時兩者发生反應，生成氫化鎂。
Mg + H2 → MgH2
该反应需使用碘化鎂作為催化劑。

## 結構和成鍵
在室溫下形成的氫化鎂為β-MgH2，具有金红石型二氧化鈦的結構，高壓形成的氫化鎂則有兩種結構形式，α-PbO2型α-MgH2和γ-MgH2。
氫氣存在下，將鎂用激光消融得到的試樣，用基質隔離的方法在10開爾文以下用振動光譜分析，可以鑒別出MgH、MgH2、Mg2H、Mg2H2、Mg2H3及Mg2H4這些氫化鎂的分子形式。

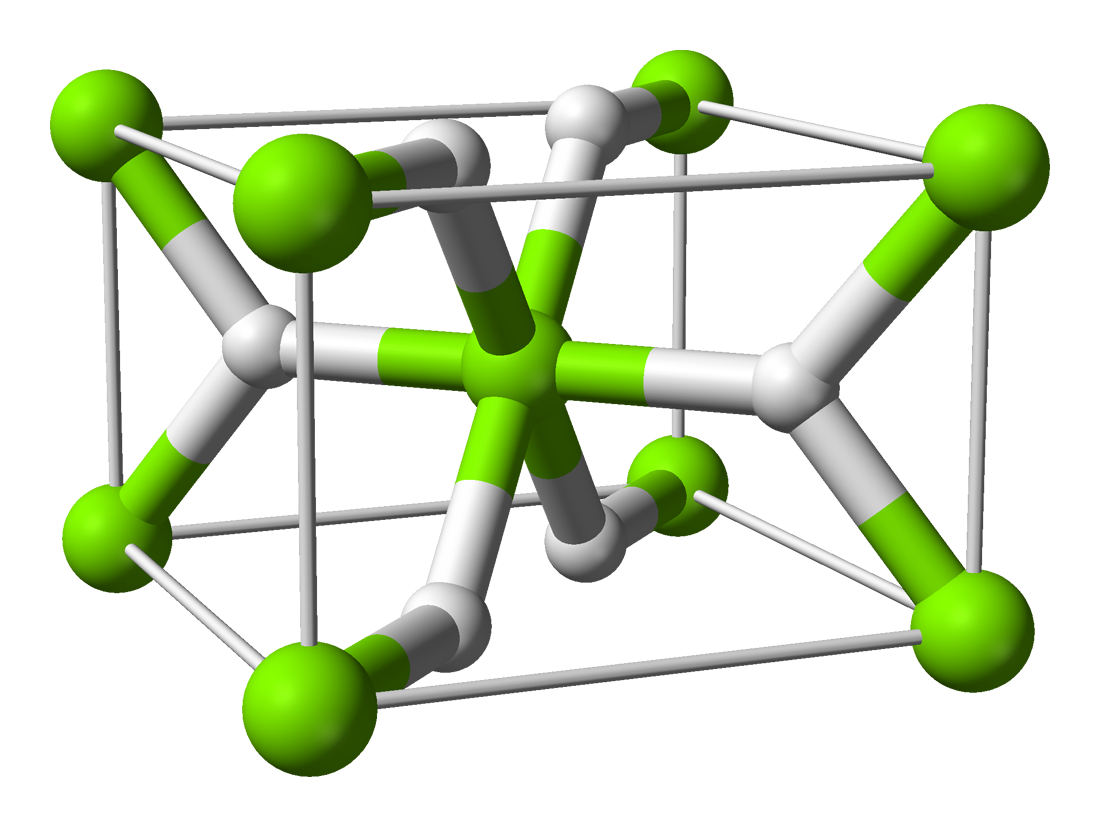
在室溫下的β-MgH2分子結構
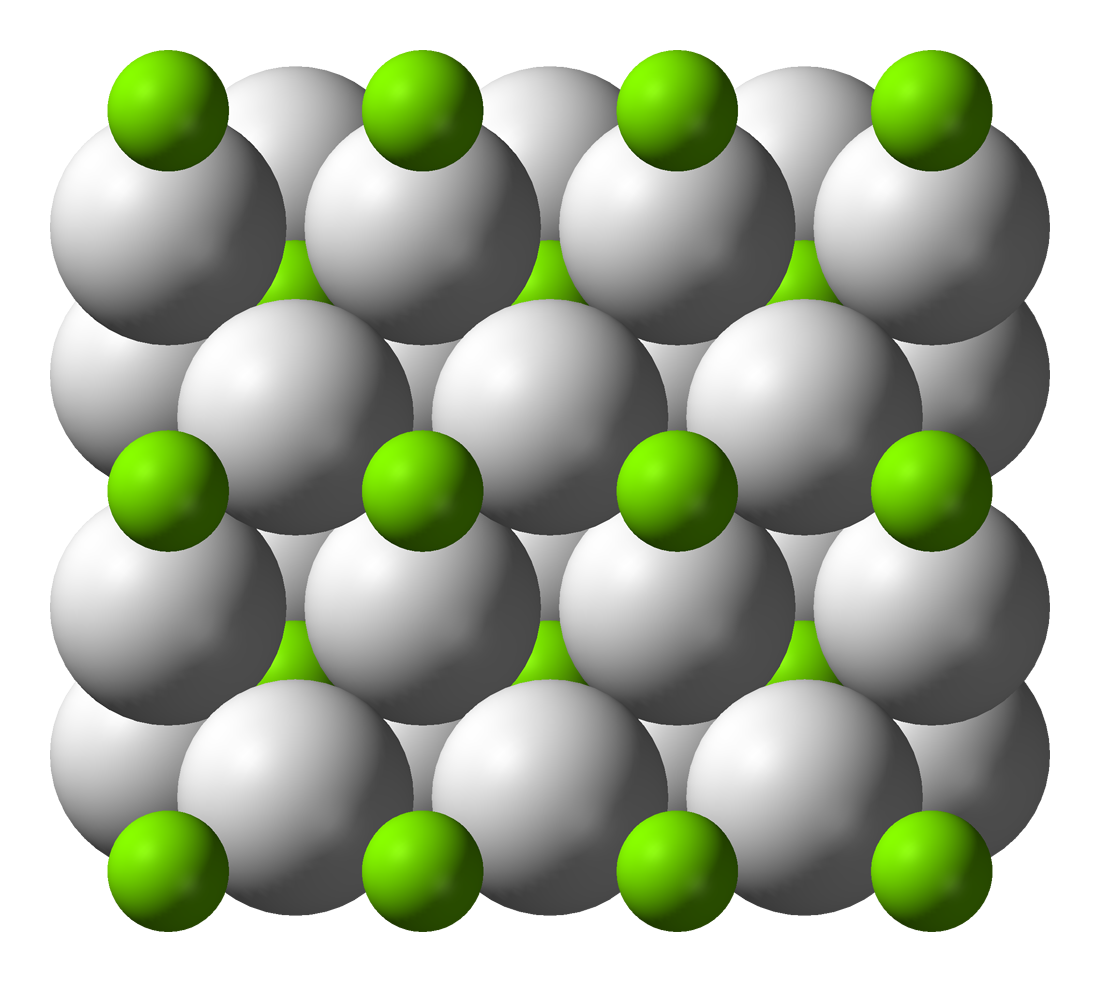
α-PbO2型α-MgH2結構
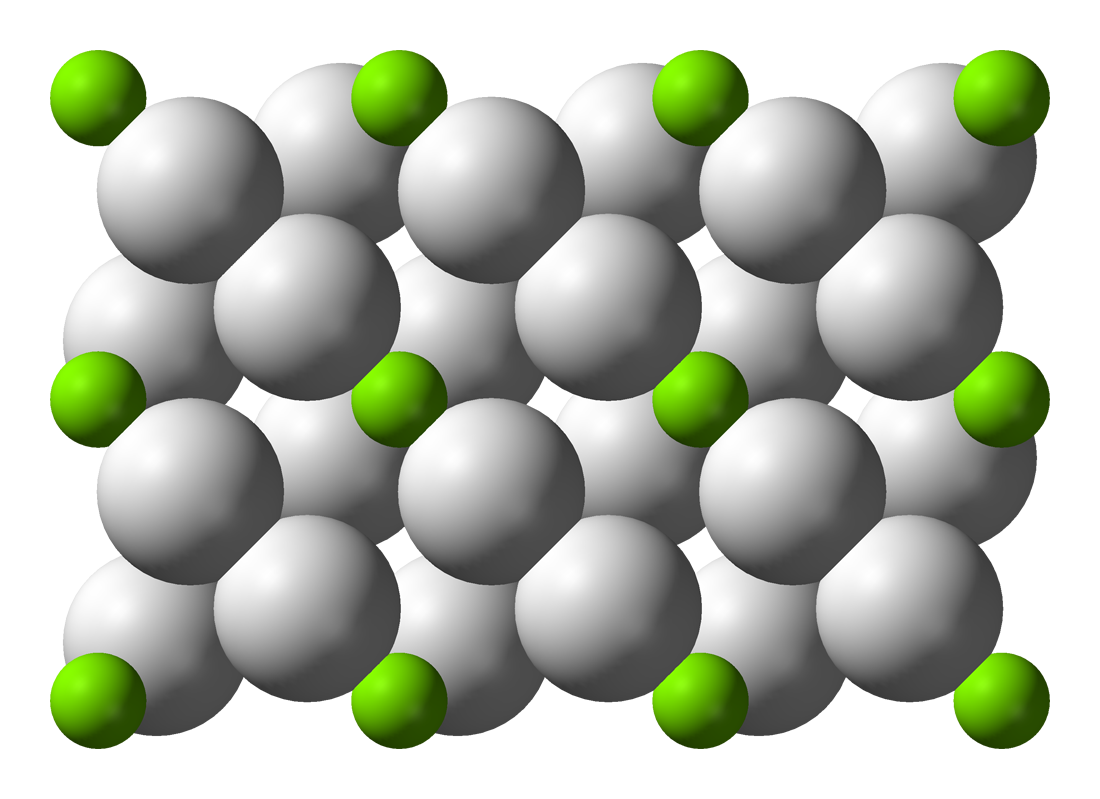
γ-MgH2結構
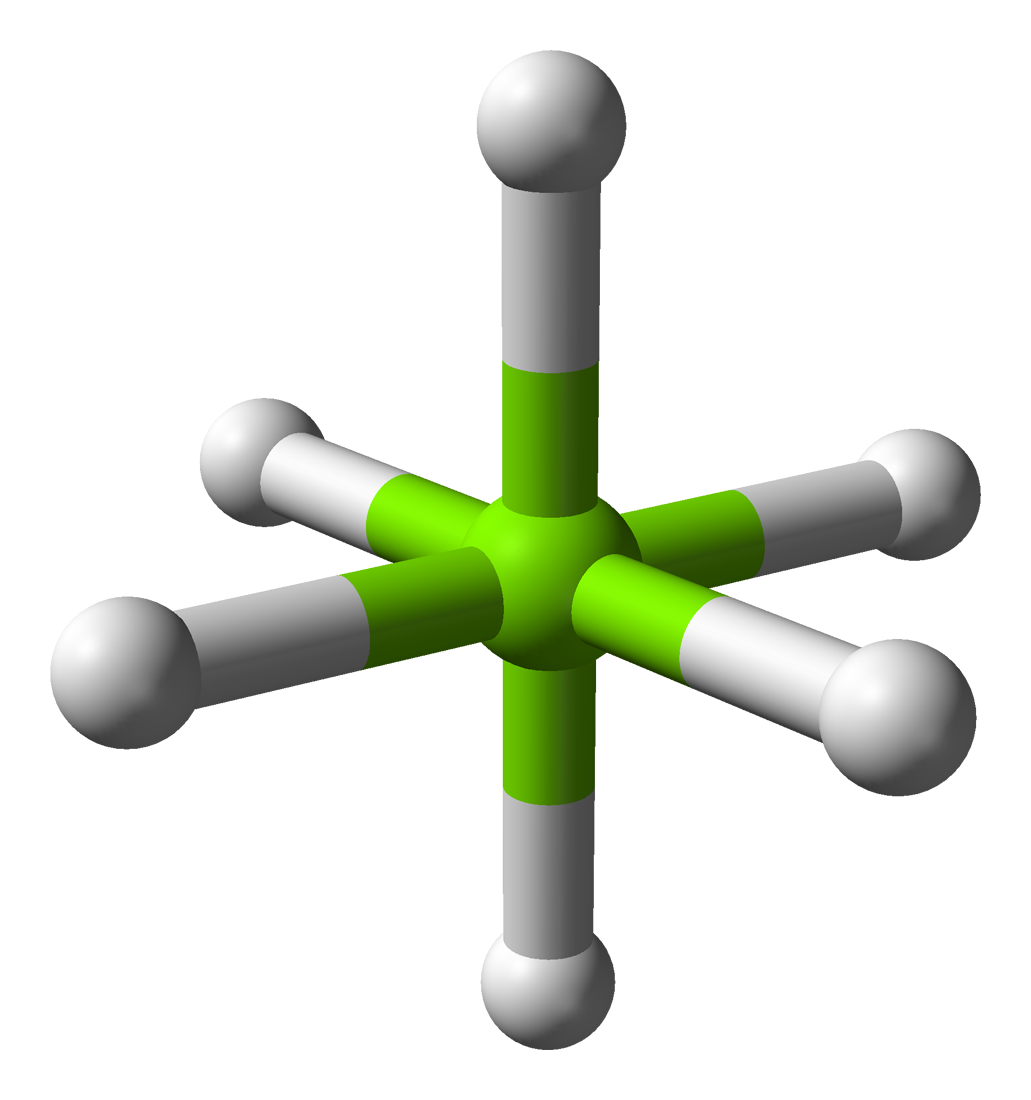
鎂原子的配位情況
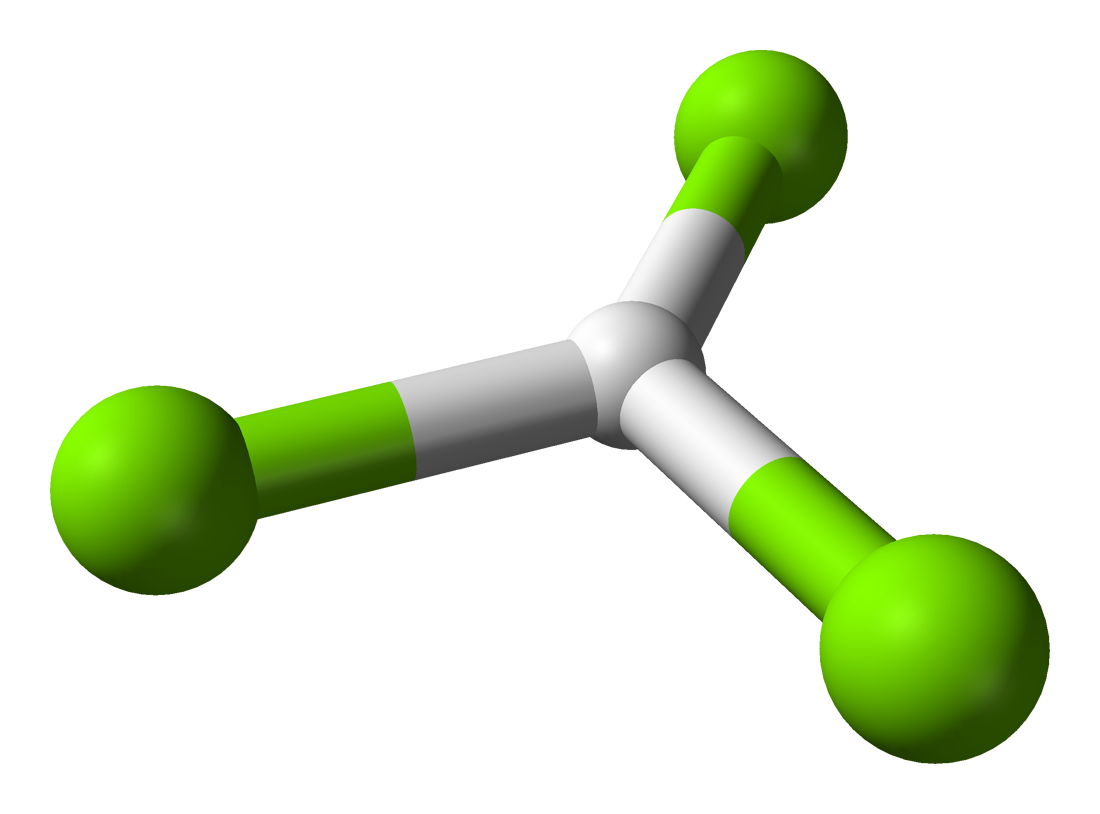
氫原子的配位情況

## 用途
- 製備無機聚合型氫化物[1]
- 作為儲氫介質
- 用于制作溫壓彈[11]

## 外部連結
- （英文）（中文）Jmol 氫化鎂的三維立體模型 （页面存档备份，存于）
- （简体中文）氫化鎂 MSDS[永久]